# Puigborriana
El Puigborriana és una muntanya de 814 metres que es troba al municipi de l'Esquirol, a la comarca d'Osona.